# Andrzej Komorowski

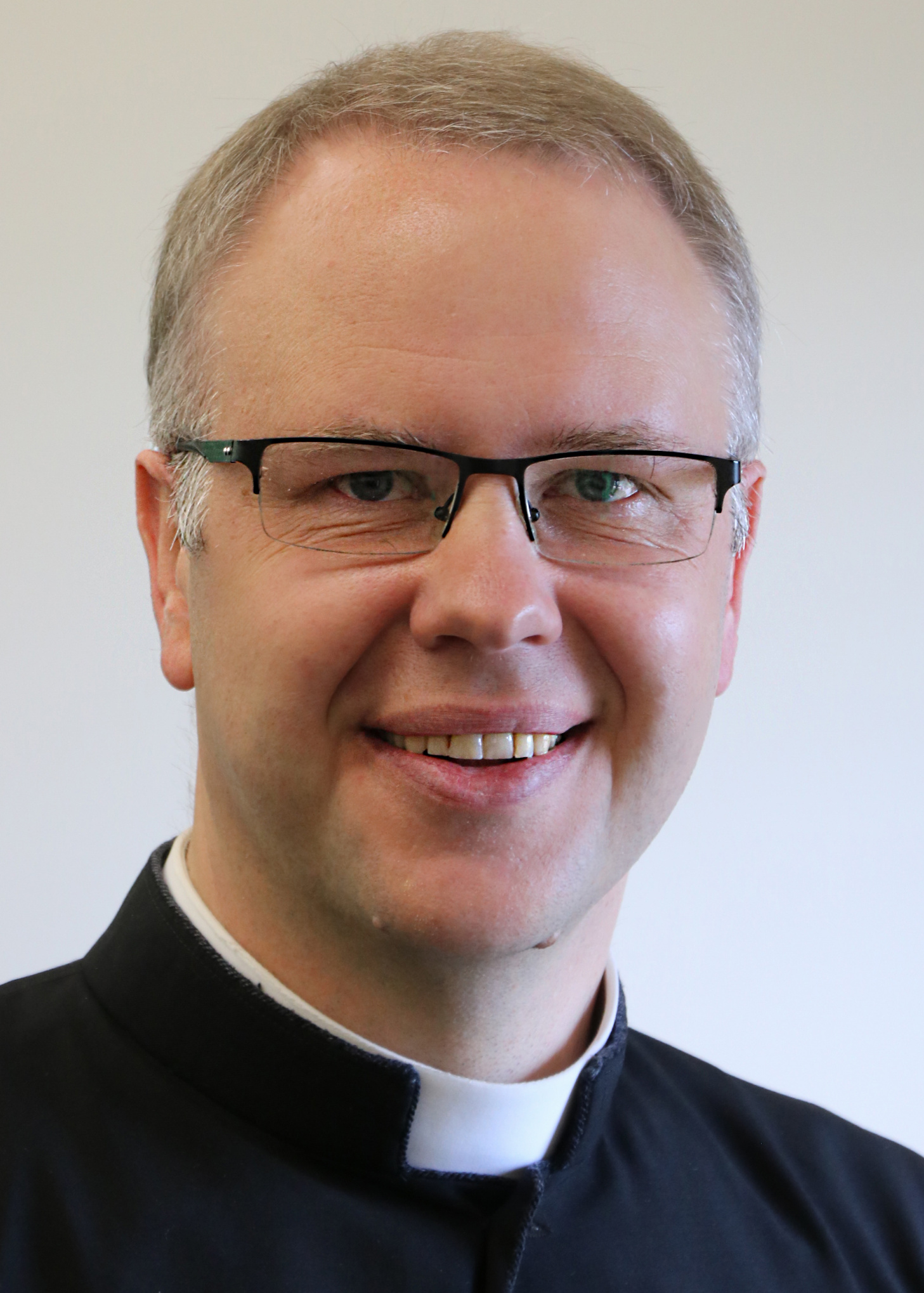
Imagem de Andrzej Komorowski.

Andrzej Komorowski, FSSP (nascido em 19 de outubro de 1975)  é um padre católico polonês e atual Superior Geral da Fraternidade Sacerdotal de São Pedro. Ele foi eleito para um mandato de seis anos em 9 de julho de 2018 pelo Capítulo Geral da Fraternidade no Seminário Nossa Senhora de Guadalupe localizado em Denton, Nebraska.
Komorowski reside na Casa Geral da Fraternidade em Friburgo, Suíça. Ele é o quarto Superior Geral da Fraternidade Sacerdotal de São Pedro e o primeiro polonês a ocupar esse cargo.